# AC Cobra
Pour les articles homonymes, voir AC, Shelby et Cobra (homonymie).
L'AC Cobra ou Shelby Cobra est une voiture de sport roadster à moteur V8 Ford, des constructeurs automobile anglais AC et américain Shelby.
Elle est présentée au salon de l'automobile de New York 1962, et commercialisée à environ 1000 exemplaires jusqu'en 1966, puis sous de nombreuses marques de répliques AC Cobra.

## Voiture de collection
Cette section est promotionnelle ou publicitaire (décembre 2024). Considérez son contenu avec précaution et/ou discutez-en.
La première Cobra Mk III 427 S/C (semi-competition) de 1965, dotée d’un réservoir de carburant d’une rare capacité de 159 litres, est aujourd’hui une des automobiles classiques les plus recherchées au monde, dont la cote peut atteindre plusieurs millions d’euros pour la variante routière. 

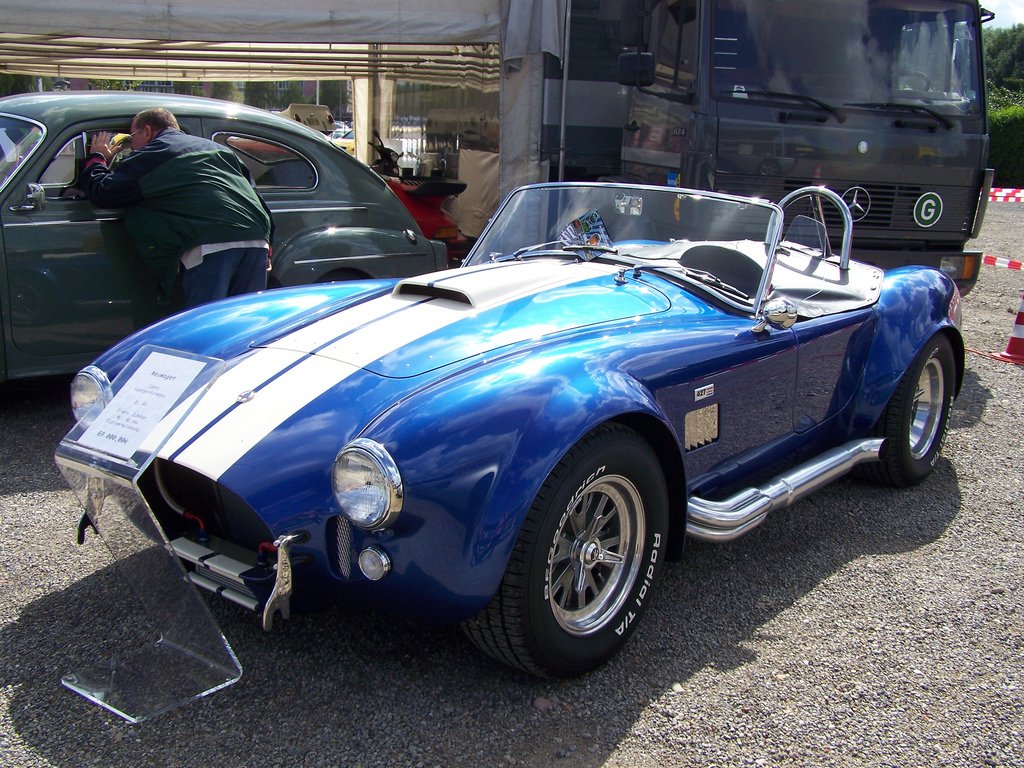
Répliques AC Cobra MKIII 427 SC.

Elle est probablement la supercar « muscle car » la plus sauvage et la plus brutale qu’ait jamais connue la production mondiale ; pire, c’est en version « compétition-client », de près de 485 chevaux officiels, qu’elle fut initialement proposée à la vente pour la compétition de courses automobiles. Ses performances n’avaient, aujourd’hui encore, plus d’un demi-siècle après sa construction, rien à envier aux supercars actuelles. La seconde et authentique 427 S/C de série de 1965, celle dont la cote peut atteindre des millions, est donc une de ces versions « compétition-client » qui n’ont pu être vendues à l’époque, faute, paradoxalement, d’acquéreurs, et qui ont dû être remises en conformité pour la circulation routière, en les dotant, entre autres, d’un pare-brise. Sur la trentaine d’exemplaires qui furent reconditionnés aux normes légales, la puissance qui, officiellement, devait être revue pour un usage routier, en optimisant le taux de compression notamment, ne l’était officieusement pas toujours ; ce qui expliquait les réglages fort complexes sur certains exemplaires. Concernant la transmission, des exemplaires ont tantôt été livrés avec la boîte manuelle à trois rapports, tantôt avec la boîte manuelle à quatre rapports. De nos jours, cette voiture est devenue quasi introuvable, et très peu d’exemplaires subsistent encore, voire peut-être aucun roulant encore dans sa configuration strictement d’origine. Jay Leno, grand collectionneur américain de voitures de prestige, a dévoilé en 2020 un très bel exemplaire de cette version, proche de son état de sortie d’usine en 1965. Les exemplaires ont été livrés jusqu’en 1966. 
La boîte de vitesses manuelle à 4 rapports est devenue standard l’année suivante, sur les 260 exemplaires de « 427 » plus civilisées (chassis CSX 3101 à CSX 3360), dont le moteur était le 428 ci (7 013 cm3). 
Peu après la disparition du constructeur AC en 2008, Iconic Motors tenta de recréer la digne successeur de la Cobra originelle, en collaboration avec AC, dont la marque venait justement à peine de disparaître, avec une toute nouvelle réinterprétation de la 427, dénommée Iconic AC Roadster, forte d’un fulgurant moteur atmosphérique V8 7.0 litre de 825 chevaux (894 Nm), mais le projet en resta là, au stade de 2 prototypes roulant.

## Naissance de la Cobra
Ayant pris se retraite de pilote de compétition automobile en 1960, à 37 ans, pour cause de santé cardiaque, le texan Carroll Shelby devient préparateur et fonde son écurie Shelby American Inc. à Las Vegas dans le Nevada, pour concevoir des voitures américaines capables de rivaliser avec des Ferrari catégorie GT de championnat du monde des voitures de sport ou avec le succès des Chevrolet Corvette C1 de 1953,.
Sa quête d'un châssis l'amène chez AC, firme anglaise qui construit depuis 1953 une voiture de sport en petite série, l'AC Bristol, avec une carrosserie inspirée des Ferrari 166 de 1948 et des Talbot-Lago T26GS « Le Mans » victorieuse des 24 Heures du Mans 1950, motorisée par un 6  cylindres en ligne 1,9 L Bristol, dérivé des BMW 328 de 1936.

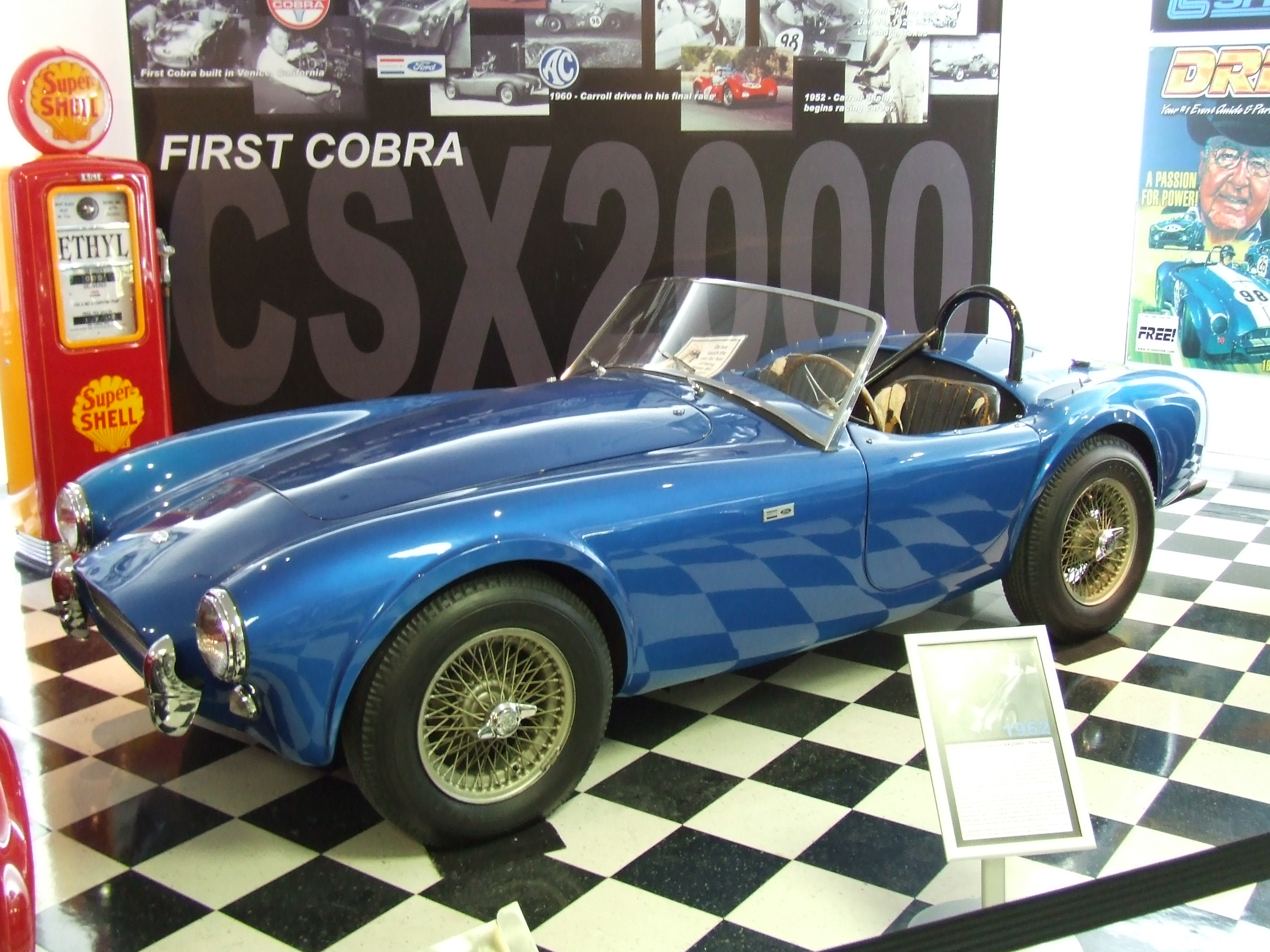
Première AC Cobra Mk I de 1962, de Carroll Shelby, au Shelby Museum de Las Vegas.

AC figure alors très honorablement en compétition : en 1959, l'année-même de la victoire de Carroll Shelby et de Roy Salvadori sur Aston Martin DBR1/300 aux 24 Heures du Mans 1959, AC s'y classe septième au classement général et remporte la victoire en catégorie 2 L. 

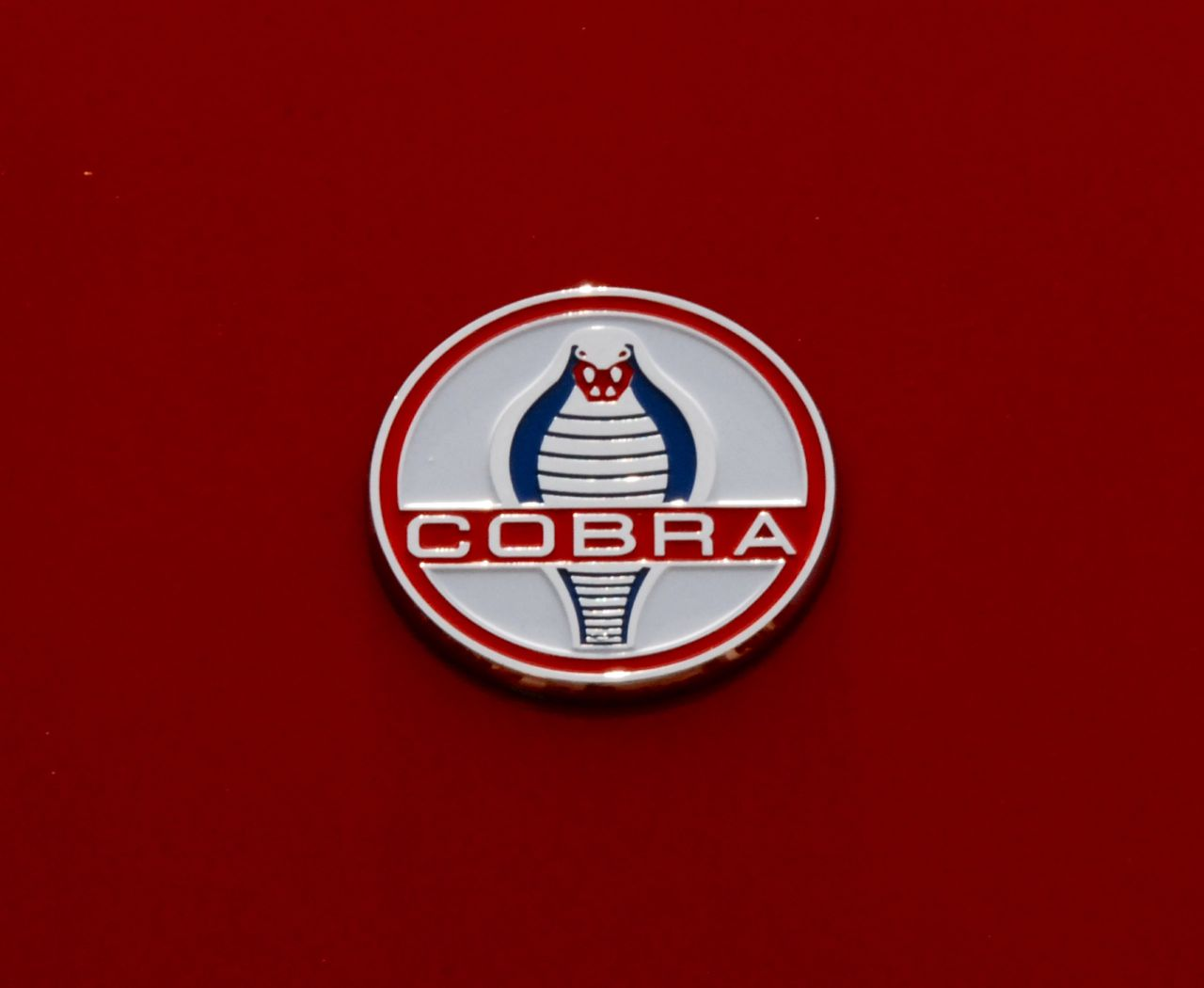
Logo AC Cobra

Bristol étant sur le point d'arrêter la production de moteurs 2 L, AC monte alors des six-cylindres Ford issus des Ford Zephyr anglaises, avec une succès commercial mitigé. Les frères Hurlock, propriétaires d'AC, accueillent très favorablement la proposition de 1961 de Shelby qui souhaite leur acheter des châssis modifiés pour y monter le nouveau V8 (Ford small block engine (en)) de la Fairlane (et de Ford Mustang I de 1964) dont il négocie au même moment la mise à sa disposition avec Ford. 
Shelby présente avec succès sa première AC Cobra Mk I 260 (260 c.i. (cubic inches, pouces³) = 4 260 cm³ ou 4,3 L) au salon de l'automobile de New York 1962. Cette « muscle car » montre très vite son potentiel sur les circuits américains, notamment face aux Corvette C1 de 1953, beaucoup plus lourdes. Son succès est immédiat : le mythe Cobra est né.

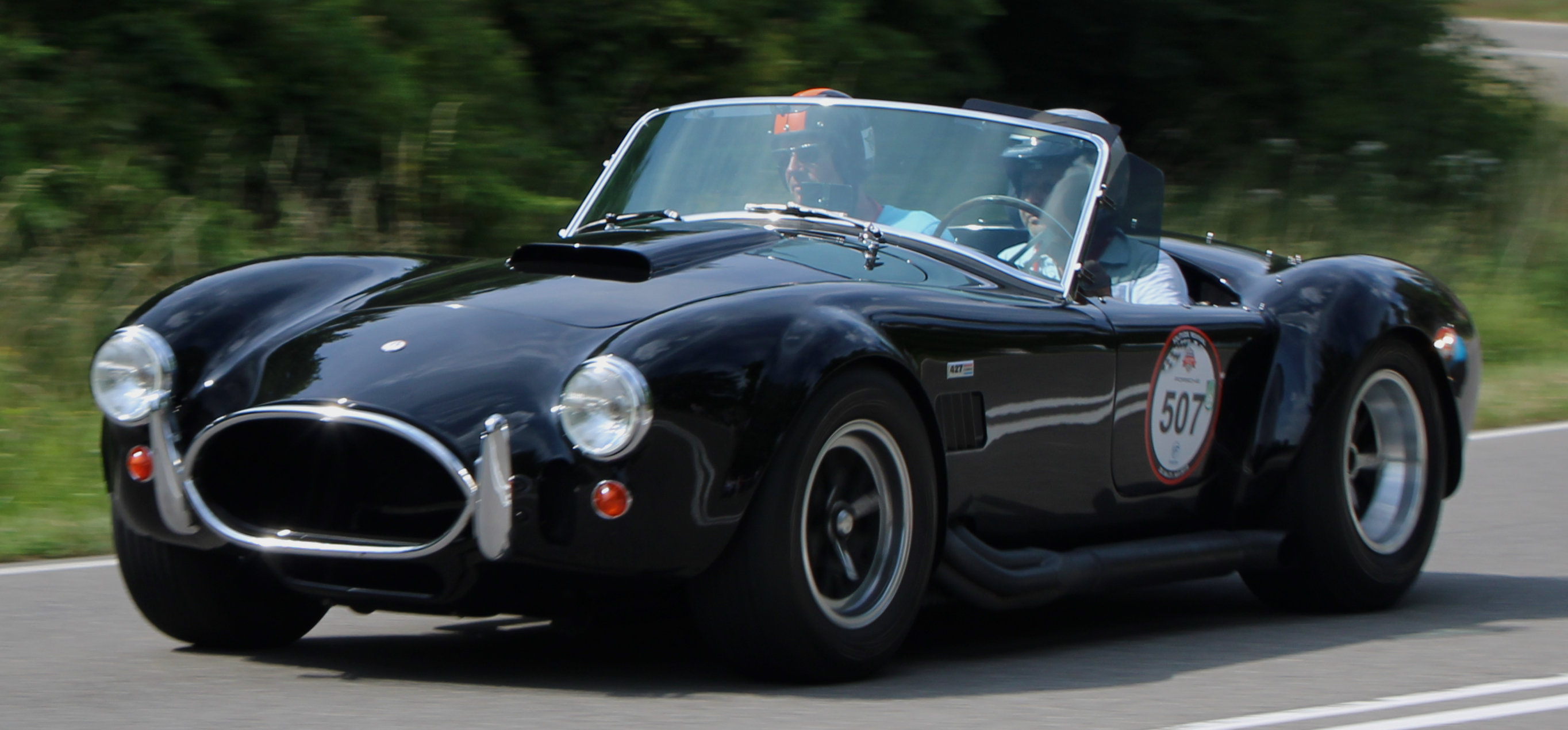
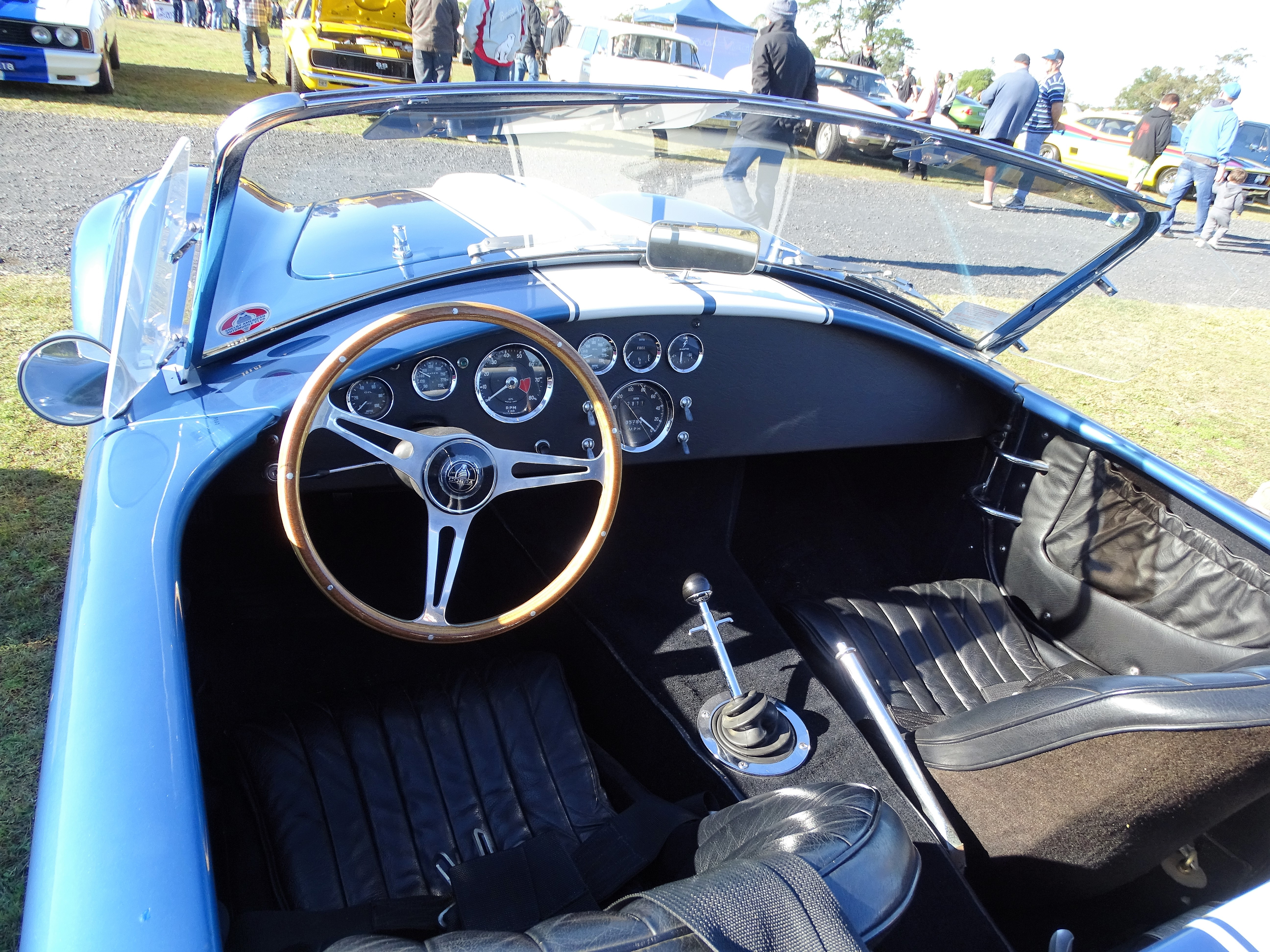
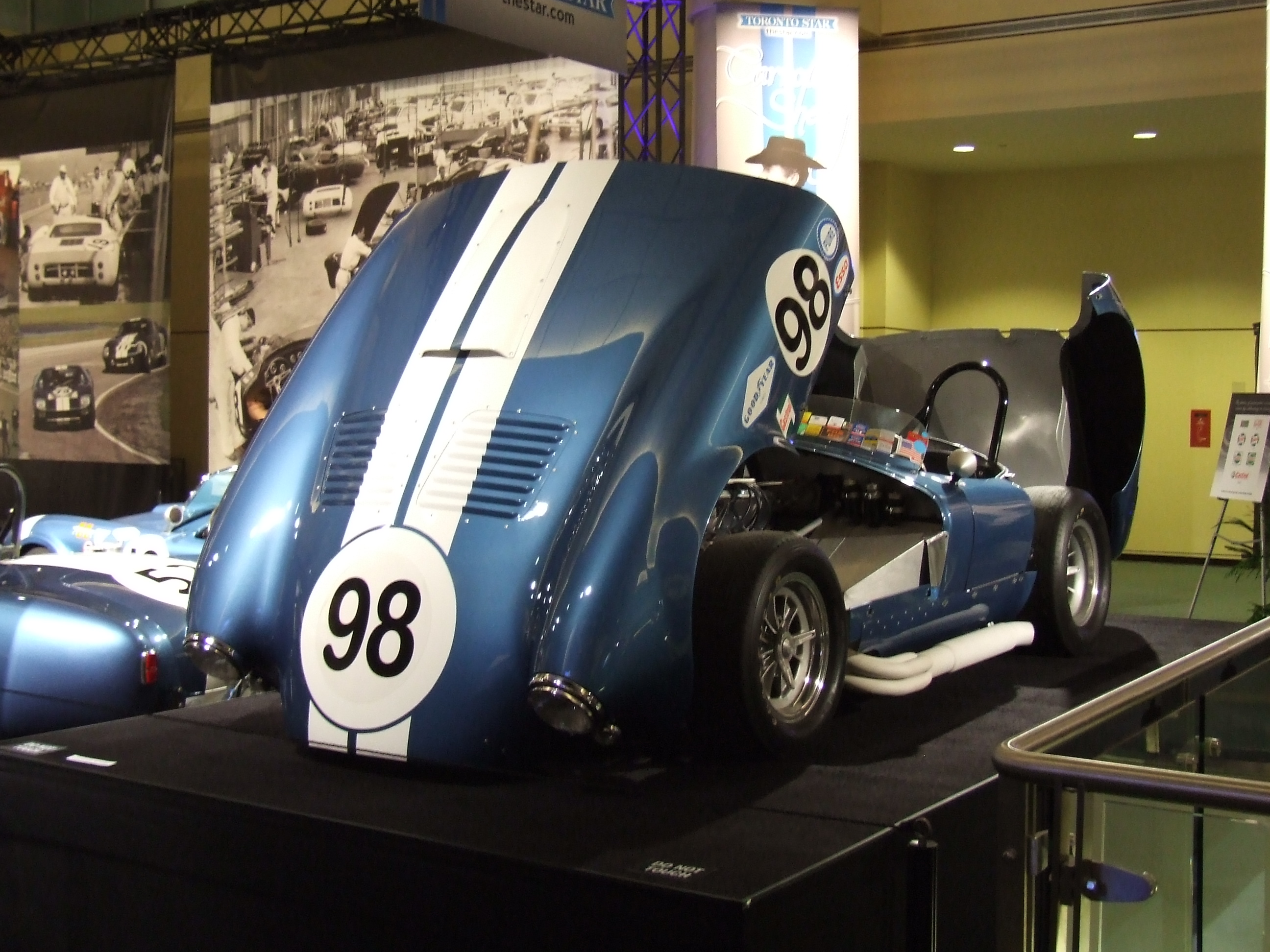
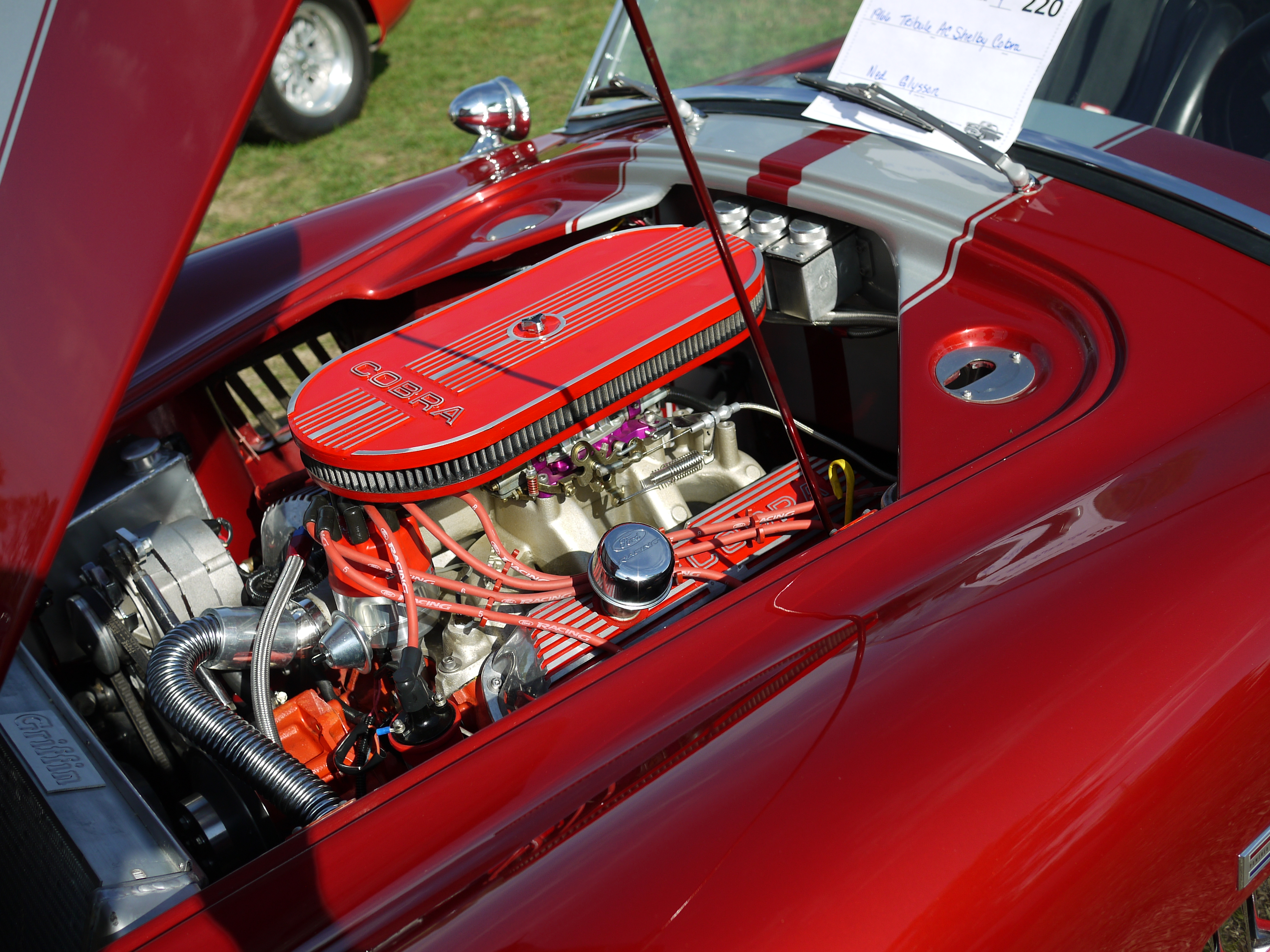

## Évolution de la Cobra

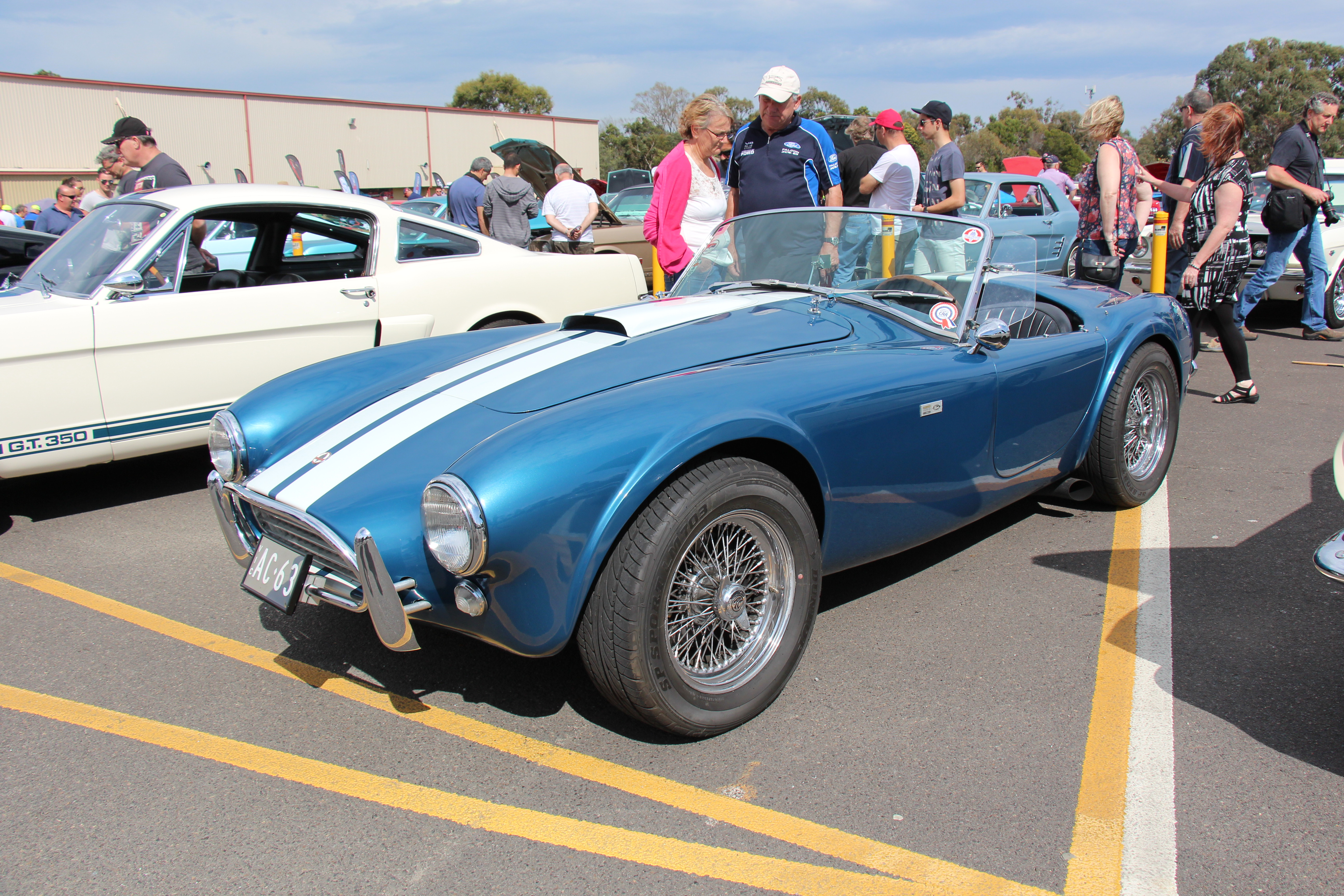
AC Cobra Mk II 289 (1963)

Après quelques moteurs de 260 c.i. (4,2 litres) la Cobra passe très vite, dès 1963, à une motorisation de 289 c.i. (4,7 litres) avec une puissance allant de 271 ch, pour la version « street » homologuée pour la route, à 360 ch pour la version FIA de course.

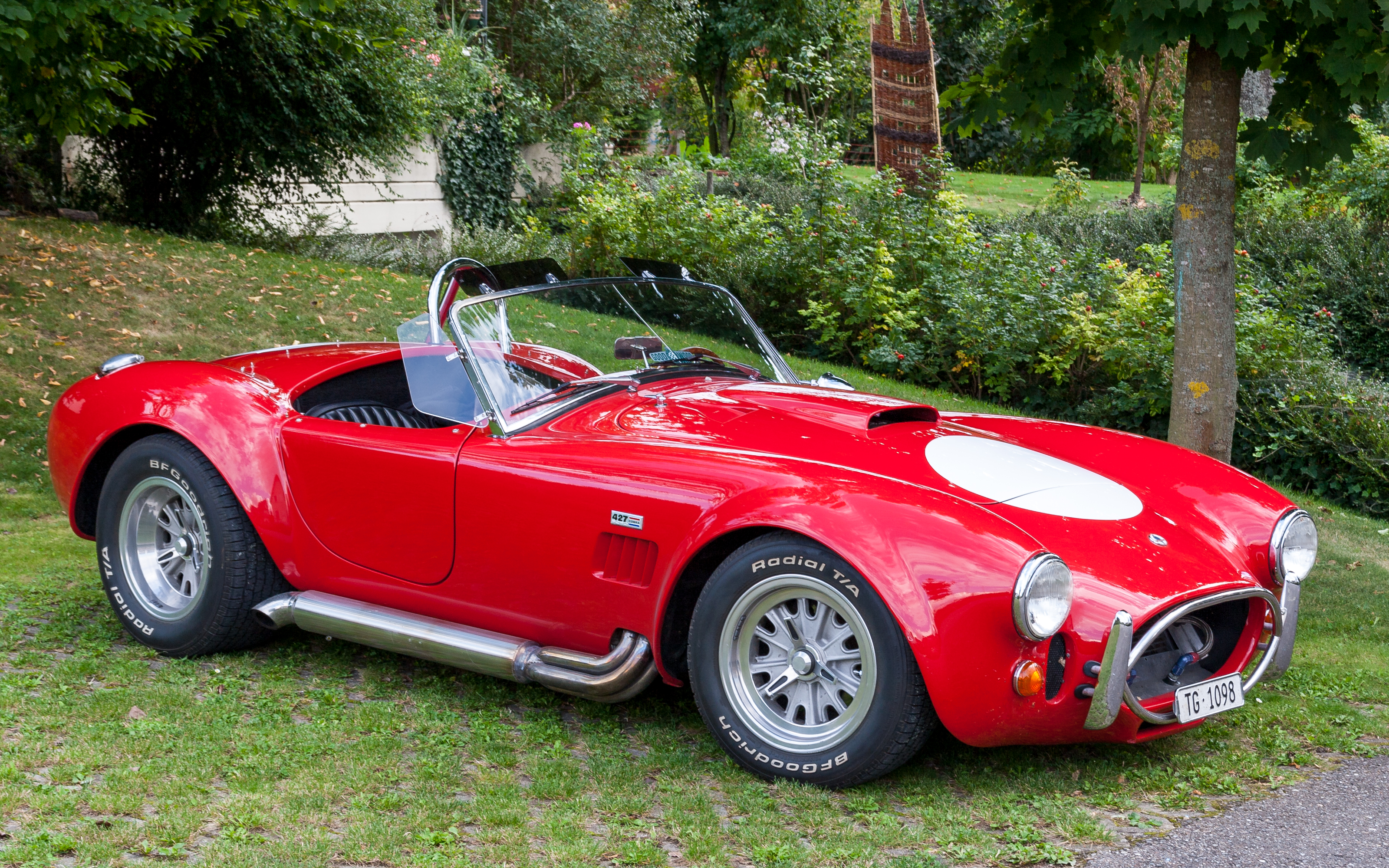
AC Cobra Mk III 427

À partir de 1965, Shelby lance la Cobra 427, avec un châssis dont le diamètre des deux tubes maîtres passe de 3 à 4 pouces, des voies élargies, des ailes gonflées pour accueillir des pneus plus larges, et surtout de nouvelles suspensions, à bras superposés et combinés ressorts/amortisseurs, en remplacement des ressorts à lames transversaux des 289. Elle est motorisée par un V8 de 7 L, développant 410 ch avec un couple important pour un poids assez faible. La version la plus puissante de la voiture atteindra les 485 ch.

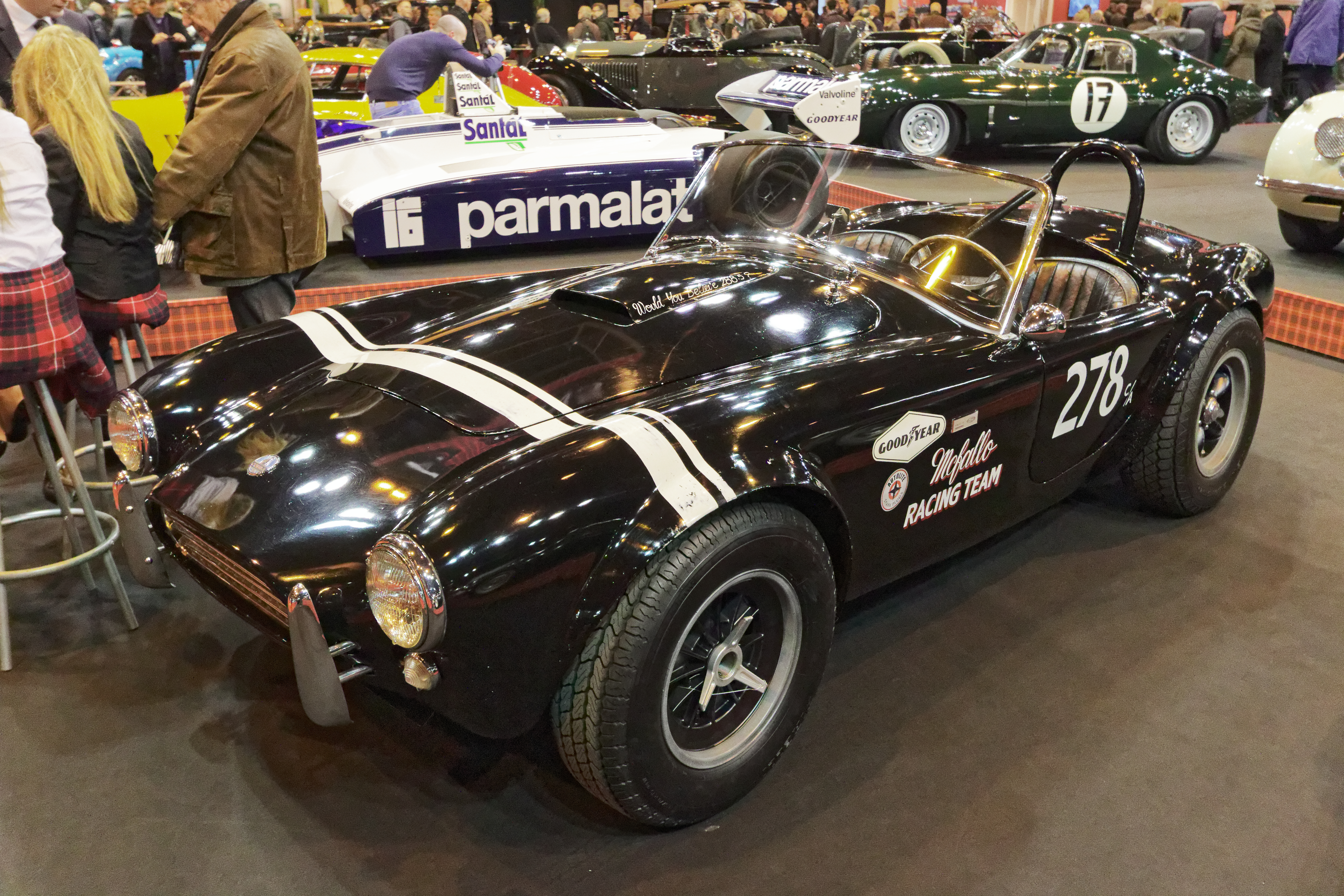
AC Cobra Mk II 289 Dragon Snake (1963)

Carroll Shelby (victorieux des 24 Heures du Mans 1959 sur Aston Martin DBR1/300) entre dans la légende des 24 Heures du Mans en remportant les 24 Heures du Mans 1966 (triplé), 1967, 1968, et 1969 avec ses Ford GT40 motorisées avec des versions 7 L et 4.9 L de cylindrée de ce moteur V8 Ford. 
La version « Super Snake » de 1966 (seulement deux exemplaires) reprendra son moteur de 427 c.i., mais gonflé à 800 chevaux à l'aide de deux compresseurs Paxton.

## Les chiffres de production
La production totale fut d'environ mille voitures, réparties comme suit :
- 1962 : Cobra Mk I 260 et 289 (4,3 L, 260 pouces³ ou 4,7 L, 289 pouces³) : 75 exemplaires ;
- 1963 à 1965 : Cobra Mk II 289 (4,7 L) 580 exemplaires ;
- 1965 à 1967 : Cobra Mk III 390 et 427 (6,3 L et 7 L) 348 ou 356 exemplaires selon les sources ;
- 1966 à 1969 : AC Roadster 289 (châssis-carrosserie de 427 moteur 4,7 L) : environ 30 exemplaires ;

- 1964 à 1965 : Shelby Cobra Daytona Coupé, 6 exemplaires.

Les modèles 1965 et 1966 sont équipés du moteur Ford 427 c.i., deux carburateurs Holley quadruple corps et d'une boîte de vitesses à trois rapports, alors que les modèles 1967 sont équipés du moteur Ford 428 c.i. plus cubique avec un carburateur quadruple corps Holley et une boîte de vitesses à quatre rapports. Les roues passent de 8,15 × 15" à 8,50 × 15".
6 Shelby Cobra Daytona Coupé (championnes du monde en GT en 1965), seront produites ainsi qu'une dizaine de « divers » et « spéciales ».

## Répliques
La Cobra est à ce jour la voiture de sport la plus « répliquée » (répliques AC Cobra) parfois avec une exactitude totale, et par Shelby lui-même, sous forme de « continuations », après l'épisode de l'AC « Mark IV » produite à la fin des années 1980 jusqu'au milieu des années 1990 par Brian Angliss, qui avait acquis les droits et l'outillage d'AC. On trouve aussi de nombreuses répliques livrées en kit.

Quelques répliques d'AC Cobra
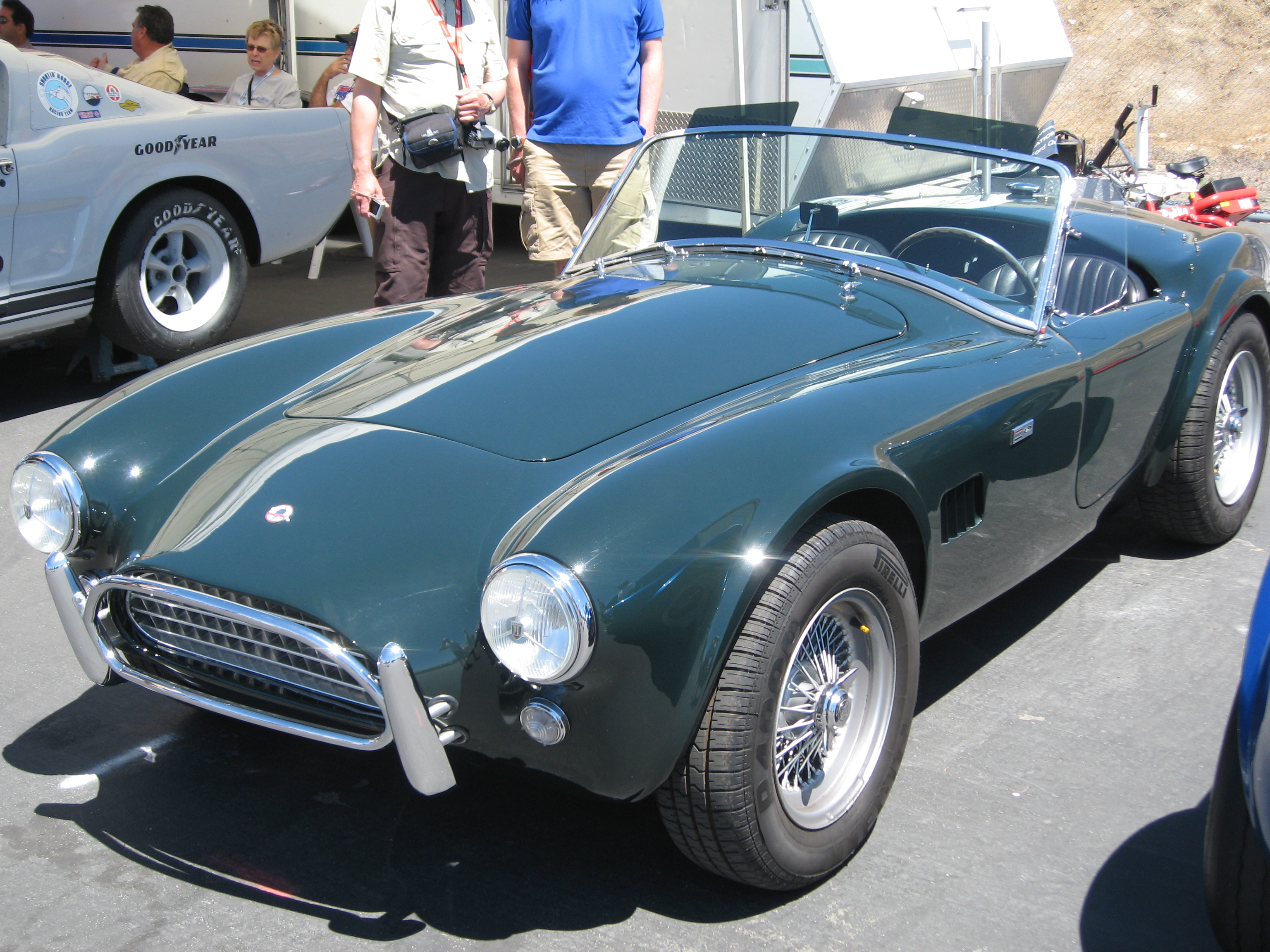
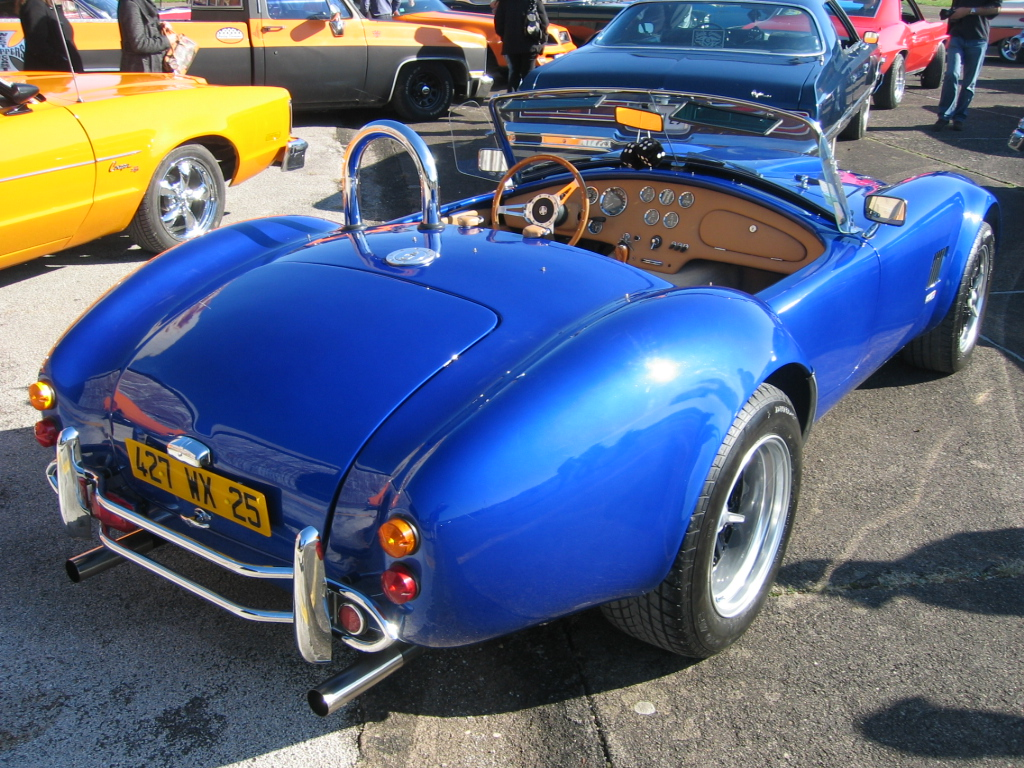
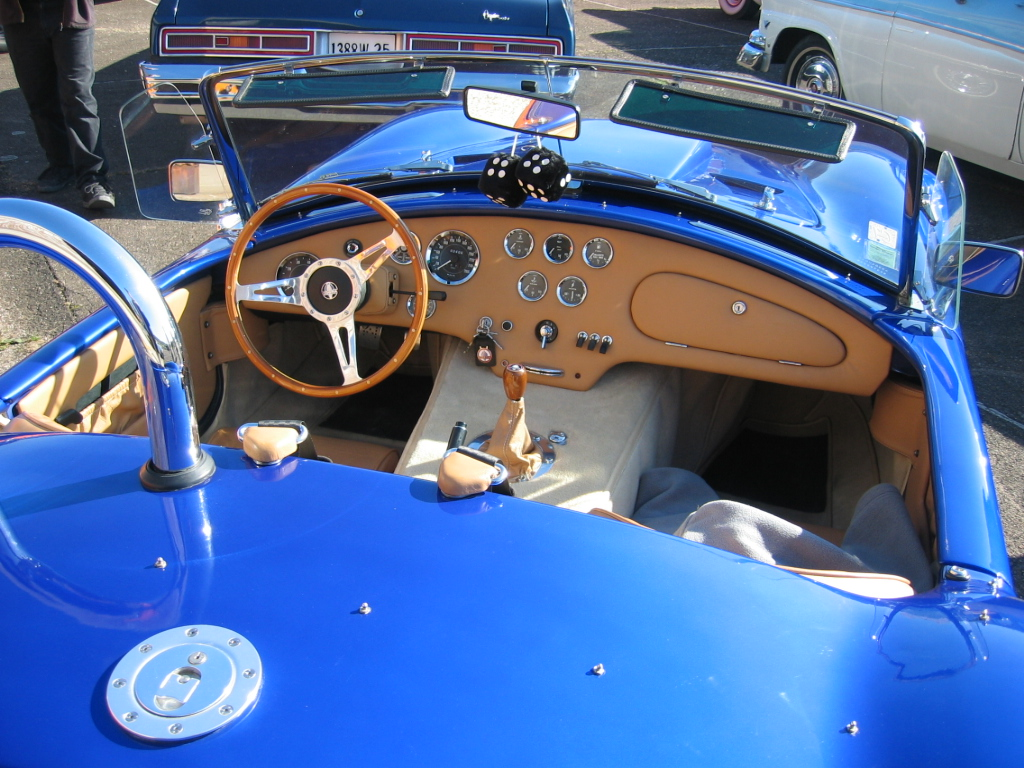
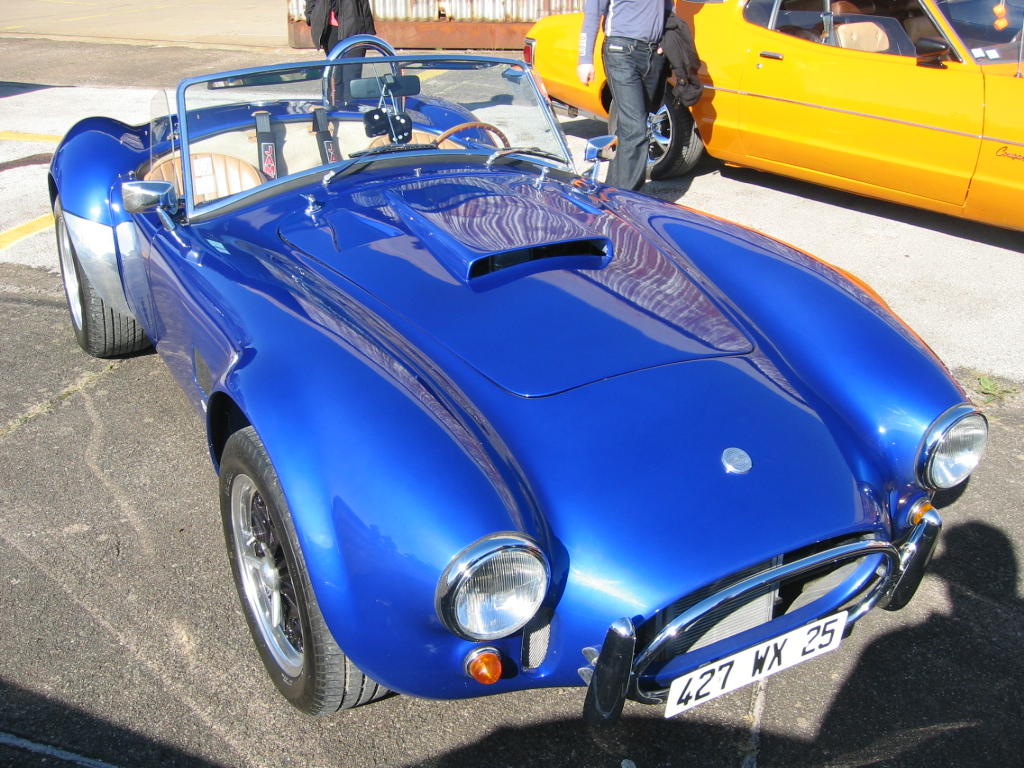

- E.R.A constructeur de répliques très fidèles à l'original avec coques fibres aux dimensions exactes et ce depuis le début des années 1980
- Everett-Morrisson

- L'Almac Sabre, réinterprétation moderne de l'AC Cobra (Almac est aussi fabricant de répliques de ce modèle). La première série est en projet dès 1991 où des pièces de Ford Cortina et le moteur V8 de la Leyland P76 sont utilisés. La production est lancée en 1994 mais elle subit la concurrence des Mazda MX-5 d'occasion. La production cesse en 2001 avec seulement neuf exemplaires vendus. La seconde série est lancée en mars 2004 après un développement qui dure deux ans. Le châssis et le design sont revus et le moteur est un V8 Lexus.

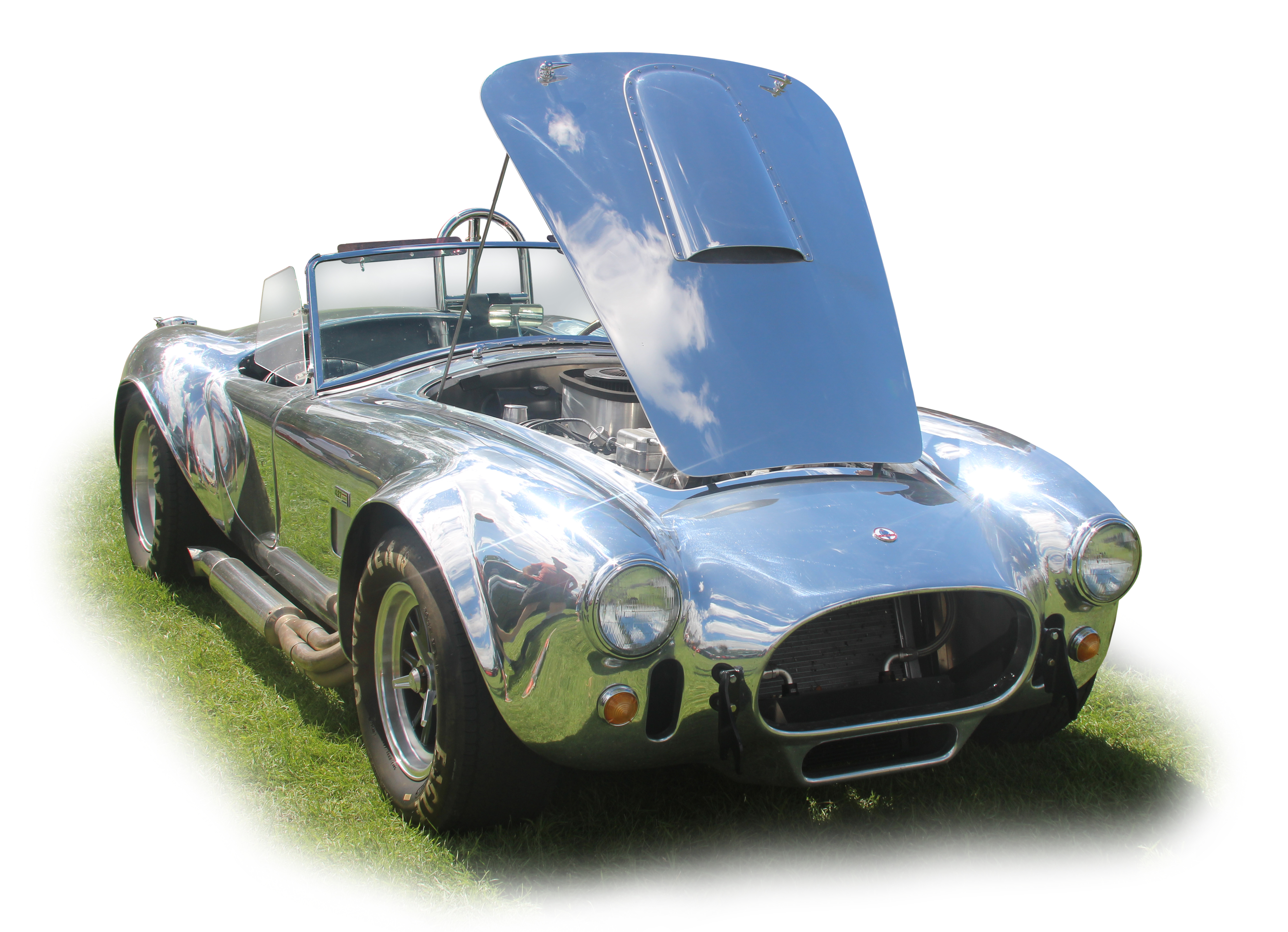
Shelby Cobra Mk III 427 SC

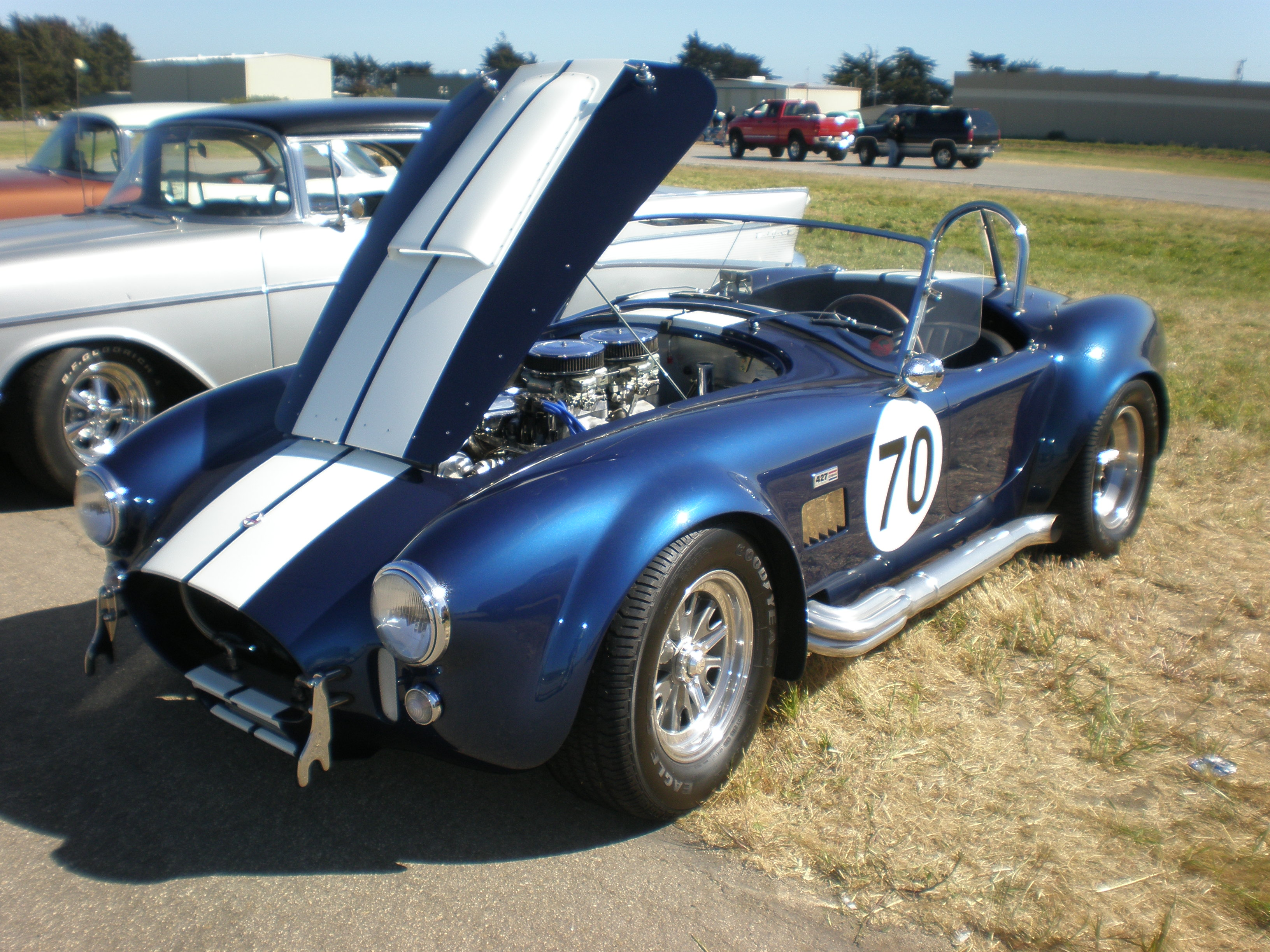
AC Cobra Mk III 427

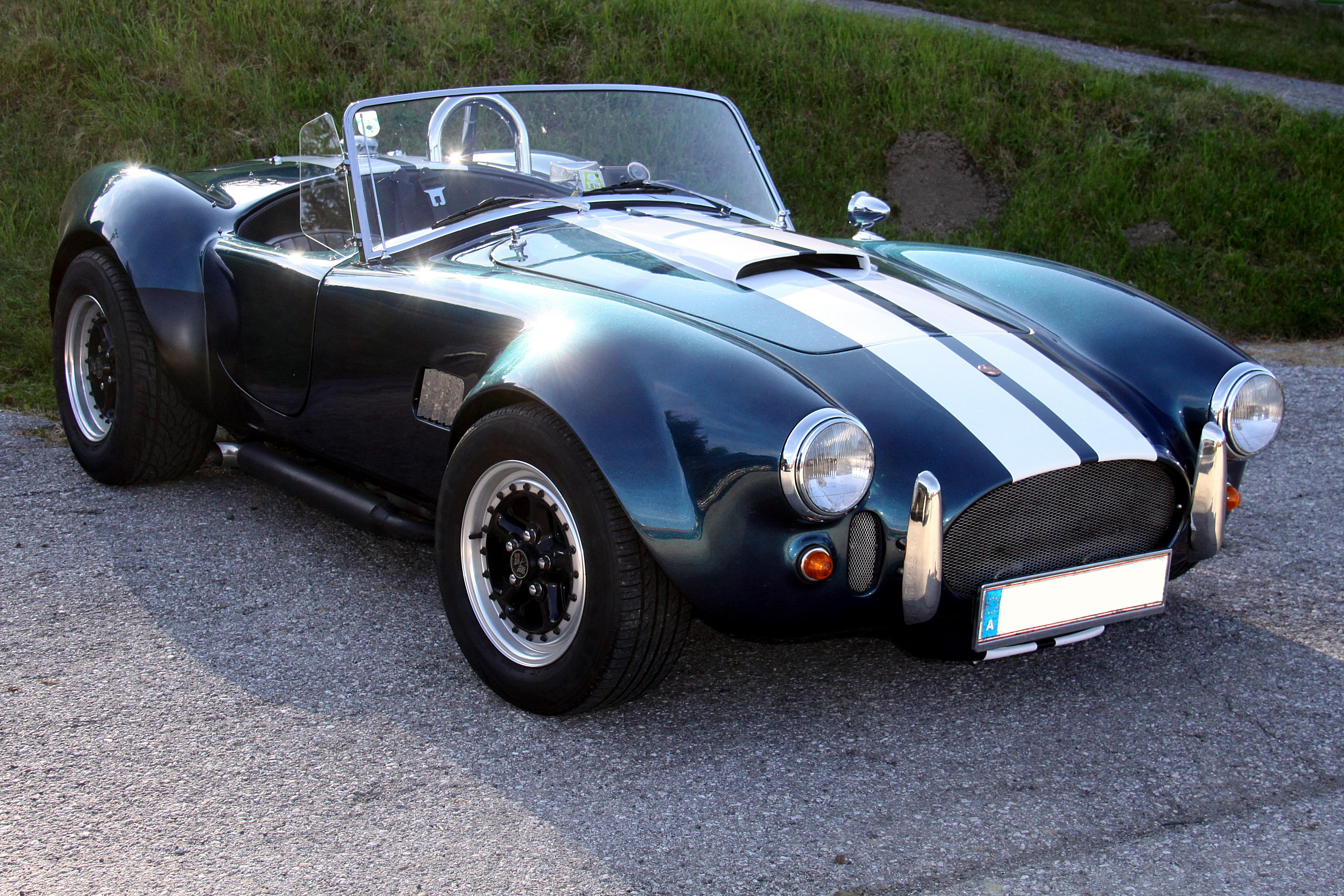
Shelby Cobra 427 - 50e Anniversaire

- La Weineck Cobra 780CUI Limited Edition, construite par Weineck en Allemagne, est basée sur l'AC Cobra. Elle possède un moteur de 12,9 l développant 1100 cv.
- Hawk Cars, en Angleterre : belles répliques coques polyester, base véhicules donneurs MG B, ponts Jaguar.
- KIRKHAM : Fournisseur épisodique des "Continuations" de Shelby Américan : des clones plus que des répliques : chassis et caisse (en général aluminium) fabriquées à Miélec, en Pologne, soit en 289, soit en 427, l'accastillage étant fourni par les correspondants locaux (dont Hawk Cars). Moteur impérativement Ford, 289 ou 302, 427 ou 428 ci.
- PILGRIM Cars : modèle appelé Sumo, en Angleterre
- LR RAM : au chassis multitubulaire, en Angleterre
- DAX : modèle appelé Tojeiro, en Angleterre
- Gardner Douglas, en Angleterre
- Autokraft, en Angleterre, qui fut la continuation officielle approuvée par AC et Ford, en aluminium.
- PGO
- Superformance
- Shell Valley
- Factory Five
- Contempary Classic à peu près 1000 exemplaires produits.
- CN
- BRA
- Martin
- Arntz
- Johnex Motorsports
- Midstates
- Classic Roadster
- Kellisson : appelée Stallion et a été produite de 1976 à 1980 à seulement 117 exemplaires.
- RACC :

## Palmarès

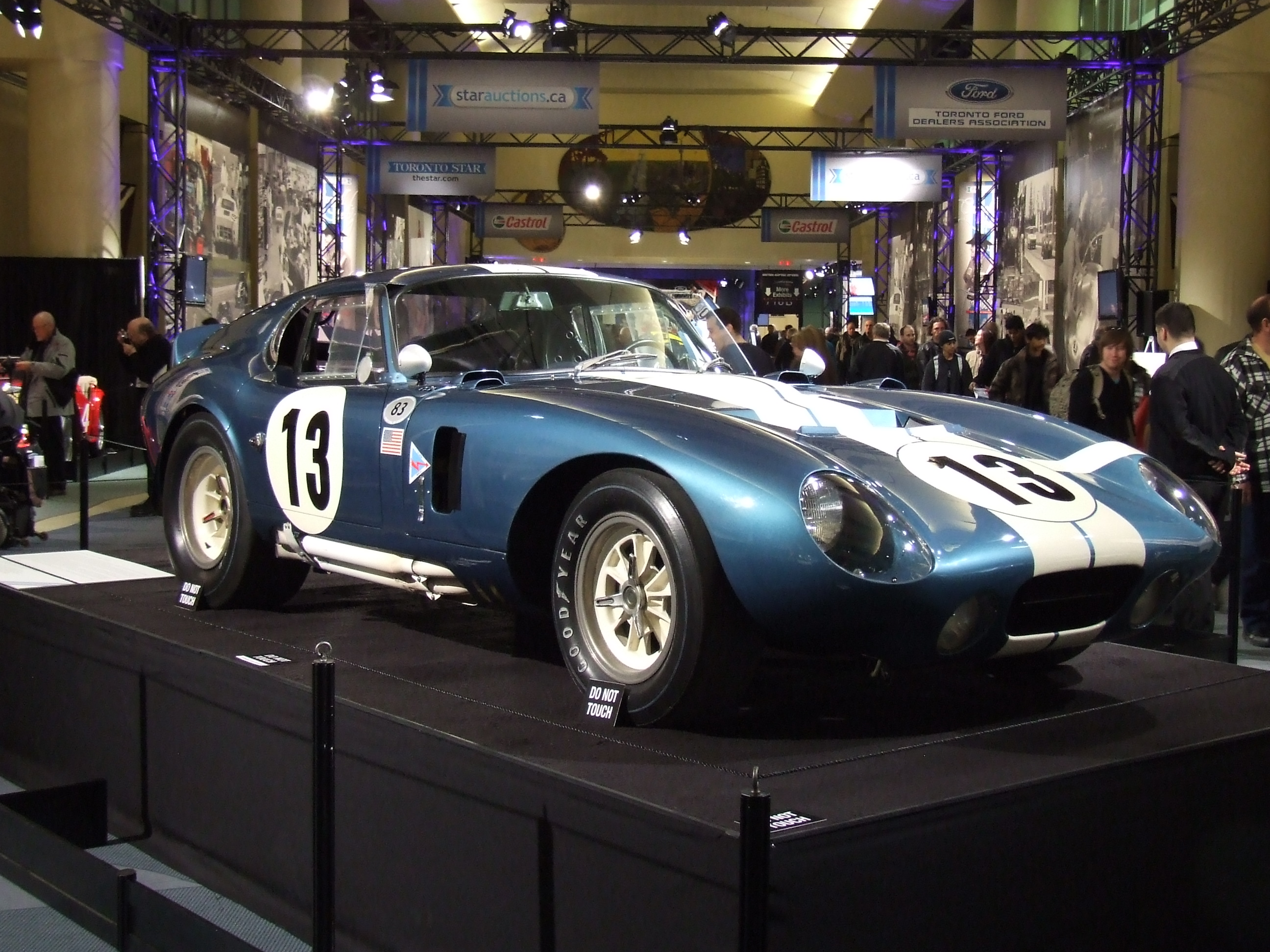
Shelby Cobra Daytona Coupé (1964)

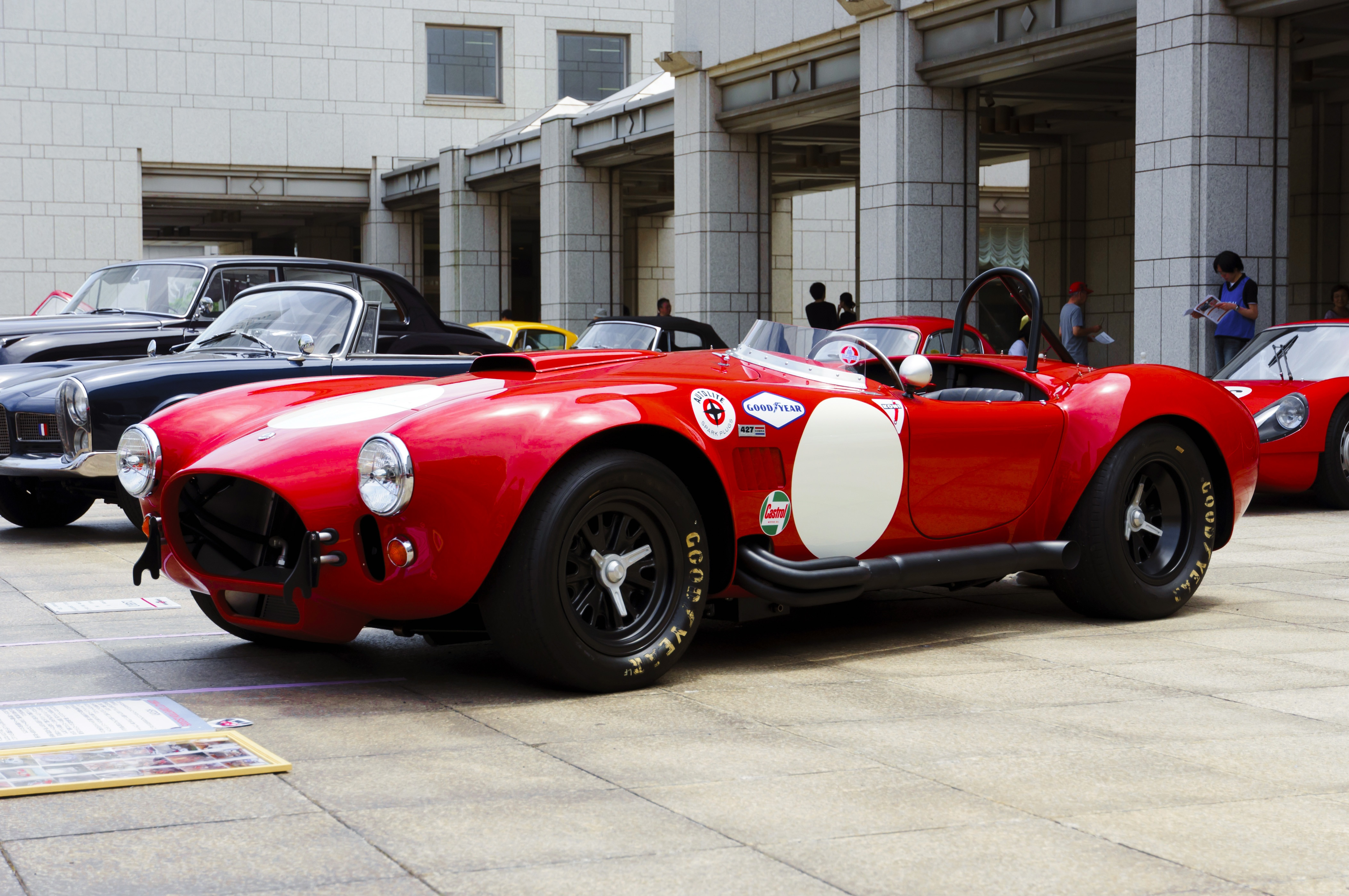
Shelby Cobra Mk III 427

C'est en catégorie GT que la Cobra a gagné sa réputation, notamment en Europe, aux circuits en général plus  favorables à ce type de voitures : 22 Mars 1964, trois premières places en GT aux Douze heures de Sebring, et 6 classées dans les sept premières ! (1 : Holbert-MacDonald ; 2 : Spencer-Bondurant ; 3 : Schlesser-Hill ; 5 : Keck-Scott ; 6 : Gurney-Johnson ; 7 : Hitchcock-Tchkotoua). Gurney-Grant arrivent 2e à la Targa Florio, mais Gurney-Bondurant 1er aux 24 Heures du Mans le 21 Juin, le 9 Août Bondurant 1er à Freibourg, et encore le 29 : Gurney, Sears et Olthof aux trois premières places au Tourist Trophy. Déception au Tour de France Auto (trois abandons) mais le 20 Septembre, le retour aux US est lumineux à Bridgehampton : les quatre premières places (Miles; Bucknum; Johnson: Parsons). Le Championnat du Monde des Constructeurs échappera en 1964 à Shelby (sur des manœuvres douteuses de Ferrari) mais sera acquis en 1965.
Enfin, les prix des voitures neuves à l'époque : une Cobra 289 valait un peu plus cher en 1964 qu'une Type E (5 995 $ vs 5 670 ; 7 500 pour la 427) ; une 404 Peugeot 10 850 francs, (l'équivalent de 2 200 $, ou 15 600 € de 2021, exactement le prix neuf d'une Ford Mustang !, une DS 50% de plus, mais une Ferrari 275 GTB 14 500 $ et une 250 GTO 18 500, soit trois fois le prix d'une 289...

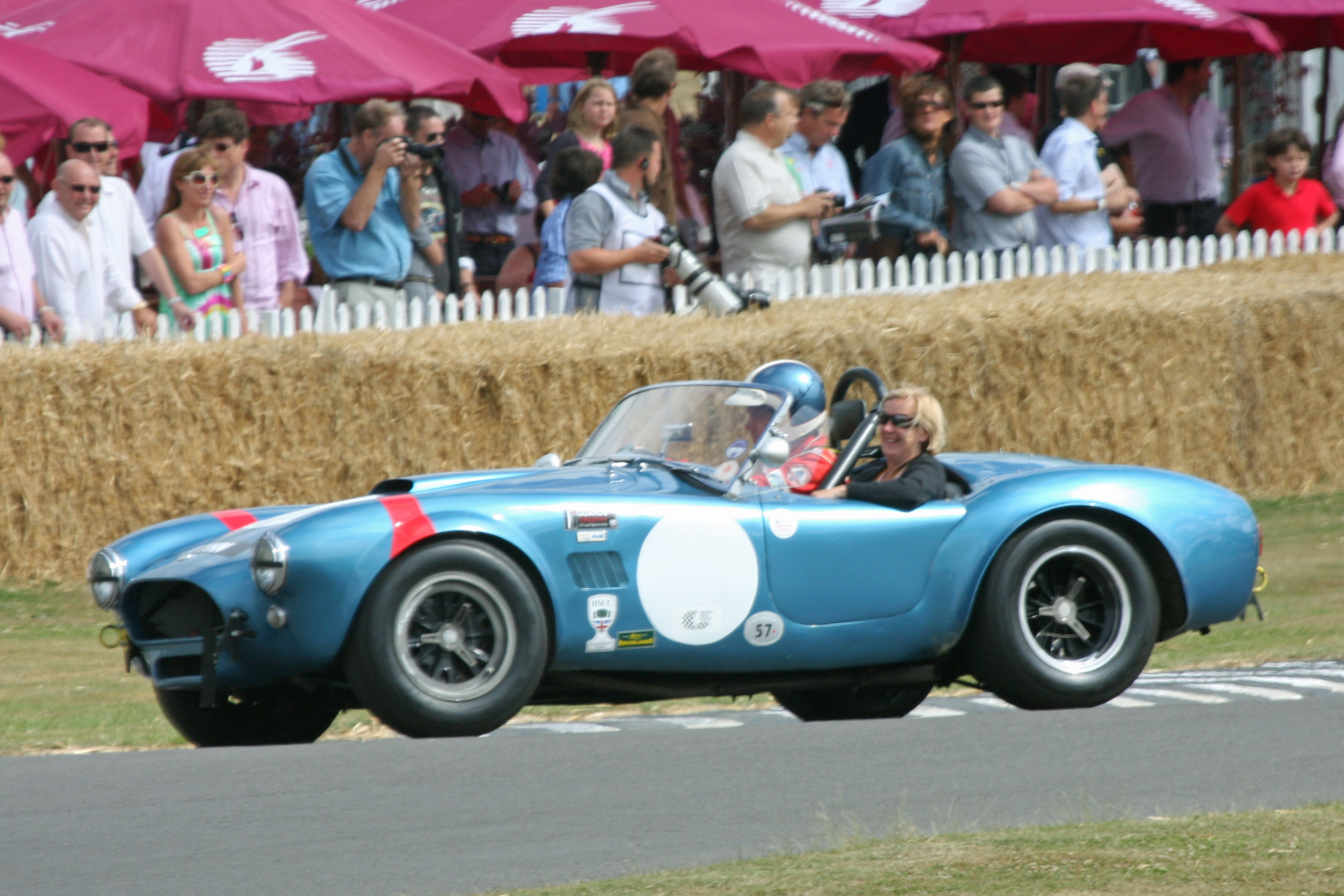
AC Cobra Mk II au Festival de vitesse de Goodwood 2009

- United States Road Racing Championship en 1963, 1964 et 1965 ;
- 500 kilomètres de Bridgehampton GT en 1963 (avec Dan Gurney) ;
- Critérium des Cévennes en 1963 (avec Jo Schlesser et Henri Greder) ;
- 24 Heures du Mans 1964, en catégorie GT +3 L, vainqueur de sa catégorie, quatrième au général, Daytona Coupé ;
- Championnat du monde des voitures de sport, Catégorie GT - Division III, vainqueur en 1965 et vice-champion en 1964 avec la Daytona Coupé ;
- Trofeo Juan Jover 1965 (avec Francisco Godia Sales) ;
- 500 miles de Brands Hatch 1966 (avec David Piper et Bob Bondurant, pour The Chequered Flag).

## Résultats aux 24 Heures du Mans
| Année | Modèle  | Équipe               | Numéro | Pilotes                            | Résultat |
| ----- | ------- | -------------------- | ------ | ---------------------------------- | -------- |
| 1963  | Cobra   | Ed Hugus             | 4      | Ed Hugus Peter Jopp                | Abandon  |
| 1963  | Daytona | AC Cars              | 3      | Peter Bolton Ninian Sanderson      | 7e       |
| 1964  | Cobra   | Société Chardonnet   | 64     | Régis Fraissinet Jean de Mortemart | 18e      |
| 1964  | Daytona | Shelby American Inc. | 5      | Bob Bondurant Dan Gurney           | 4e       |
| 1964  | Daytona | Briggs S. Cunnigham  | 6      | Chris Amon Jochen Neerspach        | Abandon  |
| 1965  | Daytona | Shelby American Inc. | 9      | Dan Gurney Jerry Grant             | Abandon  |
| 1965  | Daytona | Shelby American Inc. | 10     | Bob Johnson Tom Payne              | Abandon  |
| 1965  | Daytona | AC Cars Ltd          | 11     | Jack Sears Richard Thompson        | 8e       |
| 1965  | Daytona | Ford France SA       | 12     | Jo Schlesser Allen Grant           | Abandon  |
| 1965  | Daytona | Scuderia Filipinetti | 59     | Peter Harper Peter Sutcliffe       | Abandon  |

## Hommage

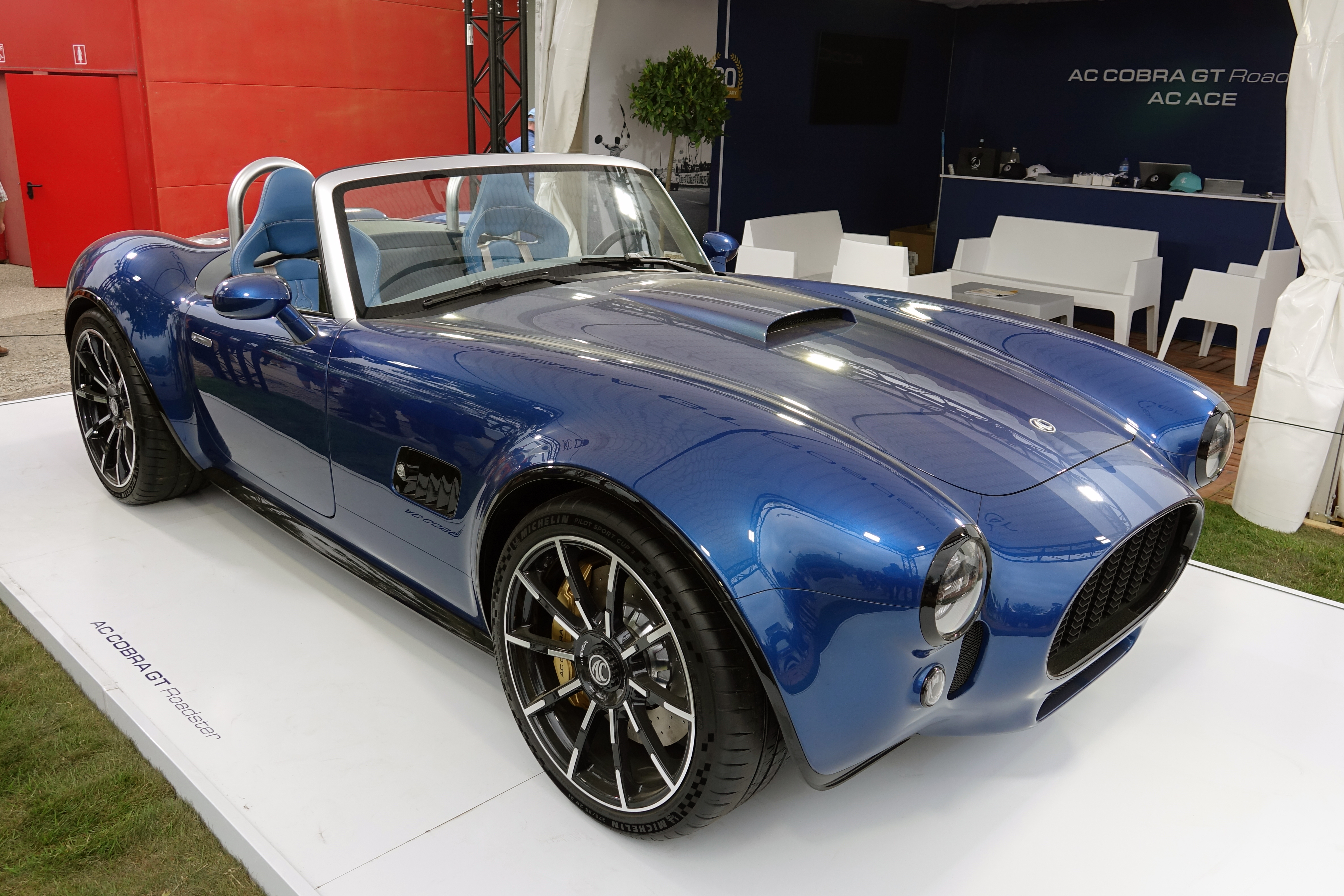
AC Cobra GT Roadster (2023)

Ford présente en 2004 un concept car néo-rétro de Ford Shelby Cobra V10 de 6,3 L de 605 ch.  
Shelby American Inc. commercialise en 2015, pour son 50e anniversaire, une série limitée de 50 Shelby Cobra 427 « 50e anniversaire ».
Une AC Cobra GT Roadster est commercialisée en 2023 avec un V8 de Ford Mustang VI de 5 L.

## Dans la culture populaire

### Jeux vidéo
Le modèle est jouable dans de nombreux jeux vidéo, à savoir :
- Assetto Corsa
- Gran Turismo
- Gran Turismo 4
- Gran Turismo 5
- Gran Turismo 6
- Gran Turismo Sport
- GT Legends
- Gumball 3000
- James Bond 007: Nightfire
- Need for Speed: Most Wanted
- Ondarun
- Project Gotham Racing 2
- Project Gotham Racing 4
- Test Drive Unlimited 2
- TOCA Race Driver
- TOCA Race Driver 2
- World Racing 2
- Grand Theft Auto V (renommée « Mamba »)

Elle est également visible dans Age of Empires II en entrant le code de triche « how do you turn this on » (« comment allume-t-on ça »). 

### Cinéma, films, séries TV et clips musicaux
Elle est visible dans les clips vidéo suivants :
- 1985 : Something About You, Level 42
- 2012 : Don't Wake Me Up, Chris Brown
- 2012 : Payphone, Maroon 5
- 2014 : Blank Space, Taylor Swift
- 2015 : Five More Hours, Deorro et Chris Brown

Elle est utilisée par des personnages des films ou séries suivants :
- 1964 : Des agents très spéciaux, épisode 1.28
- 1964 : A bout portant
- 1966 : Grand Prix
- 1964-1968 : Voyage au fond des mers, épisode 4.06
- 1966-1967 : The Rat Catcher
- 1971 : Shirley's World, épisode 1.11
- 1987 : Running From The Guns
- 1988 : Tagebuch für einen Mörder
- 1995 : Bad Boys, Tchéky Karyo
- 1997 : Twin Town
- 2000 : 60 secondes chrono
- 2003 : Charlie's Angels : Les Anges se déchaînent !, Demi Moore
- 2003 : Livraison à domicile
- 2003 : Michel Vaillant
- 2004 : Abgefahren
- 2005 : Macho im Schleudergang
- 2008 : Iron Man
- 2013 : Duo d'escrocs
- 2016 : Tout schuss
- 2018 : Balthazar (série télévisée)
- 2019 : Le Mans 66